# 森谷健
森谷 健（もりや たけし、1955年7月 - ）は、日本の社会学者。群馬大学社会情報学部教授。東京都出身。専門は社会学。

## 来歴・人物
- 1955年7月　東京都に生まれる
- 1974年3月　東京都立立川高等学校卒業
- 1979年3月　同志社大学文学部社会学科卒業
- 1984年3月　関西大学大学院社会学研究科社会学専攻修了
- 1986年2月　電気通信政策総合研究所研究員主任研究員
- 1992年4月　群馬大学教養部助教授
- 1994年4月　群馬大学社会情報学部講師
- 2000年4月　群馬大学社会情報学部助教授
- 2007年4月　群馬大学社会情報学部情報行動学科教授

## 専門分野
社会学
- 地域情報や地域メディアに関する諸説の検討
- 個人の情報行動が地域づくりに結びつく可能性
- 市民活動による自治的コミュニティの可能性

## 研究テーマ
- コミュニティ形成と地域メディア

地方自治と住民、地域づくりと地域情報・地域メディア 

## 著書・論文

### 著書
- 『社会学』　（建帛社、2003年）
- 『変動期社会の地方自治－現状と変化、そして展望－』　（ナカニシヤ出版、2006年）

### 論文
- 『立ちあらわれる地域情報−地域社会概念からの検討−』（社会情報学研究、2002年）
- 『地域社会の政治構造と政治文化の総合研究（第３輯）』（学研究費補助金、2002年）
- 『高齢者の地域社会関与と老人をめぐる信念』（「生きがい研究」財団法人長寿社会開発センター、2005年）

## 所属学会
- 日本社会学会
- 日本都市社会学会
- 関西社会学会
- 日本社会情報学会